# بوفهام (بيدفوردشير)
بوفهام (بالإنجليزية: Pavenham)‏ هي قرية وأبرشية مدنية تقع في المملكة المتحدة في إنجلترا.